# Müssighof
Müssighof ist ein Gemeindeteil des Marktes Absberg im Landkreis Weißenburg-Gunzenhausen (Mittelfranken, Bayern). Müssighof liegt in der Gemarkung Absberg.

## Lage
Die Einöde liegt im Fränkischen Seenland am Fuß der Absberger Anhöhe, direkt am westlichen Ufer des Kleinen Brombachsees. Der vom benachbarten Röthenhof kommende Röthenhofer Bach mündet südlich in den Brombachsee.

## Geschichte
Die erste urkundliche Erwähnung durch die Herrn von Lentersheim stammt von 1509. Später wurde er als Schafhof genutzt. Seit 1930 ist der Hof Teil eines regionalen Zentrums der Regens-Wagner-Stiftungen, das sich der Behindertenbetreuung widmet. Daneben gibt es eine Kapelle, einen Hofladen mit Naturprodukten und ein Bauernhofmuseum.